# إميليو غويرا
خوسيه إميليو غويرا رودريغيز (بالإسبانية: Emilio Guerra)‏ (من مواليد 15 مارس 1982 في فيليث-مالقة) هو لاعب كرة قدم محترف إسباني، يلعب لأتلتيكو مالاجوينو في مركز المهاجم. ولعب 10 مباريات في دوري الدرجة الثانية الإسباني. هو الشقيق التوأم لخافيير غويرا لاعب نادي بلد الوليد.

## وصلات خارجية
- إميليو غويرا على موقع قاعدة بيانات كرة القدم.إي يو (الإنجليزية)
- إميليو غويرا على موقع Soccerway.com (الإنجليزية)
- إميليو غويرا على موقع AS.com (الإسبانية)

- BDFutbol profile
- Futbolme profile (بالإسبانية)